# Montferrer
Montferrer is een gemeente in het Franse departement Pyrénées-Orientales (regio Occitanie) en telt 221 inwoners (1999). De plaats maakt deel uit van het arrondissement Céret.

## Geografie
De oppervlakte van Montferrer bedraagt 22,1 km², de bevolkingsdichtheid is 10,0 inwoners per km².

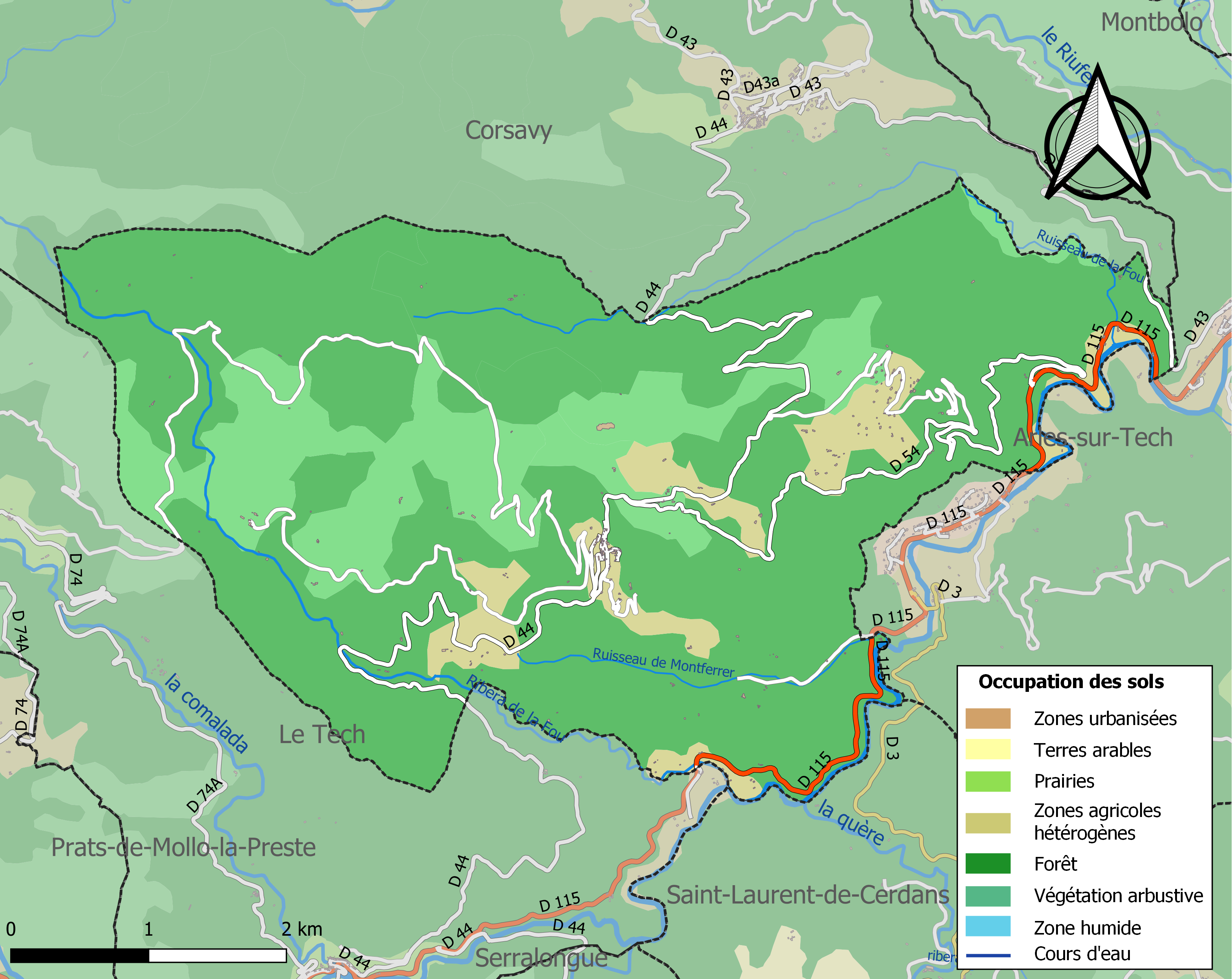
Kaart van de gemeente met de belangrijkste infrastructuur, bodemgebruik en omliggende gemeenten

## Demografie
Onderstaande figuur toont het verloop van het inwonertal (bron: INSEE-tellingen).

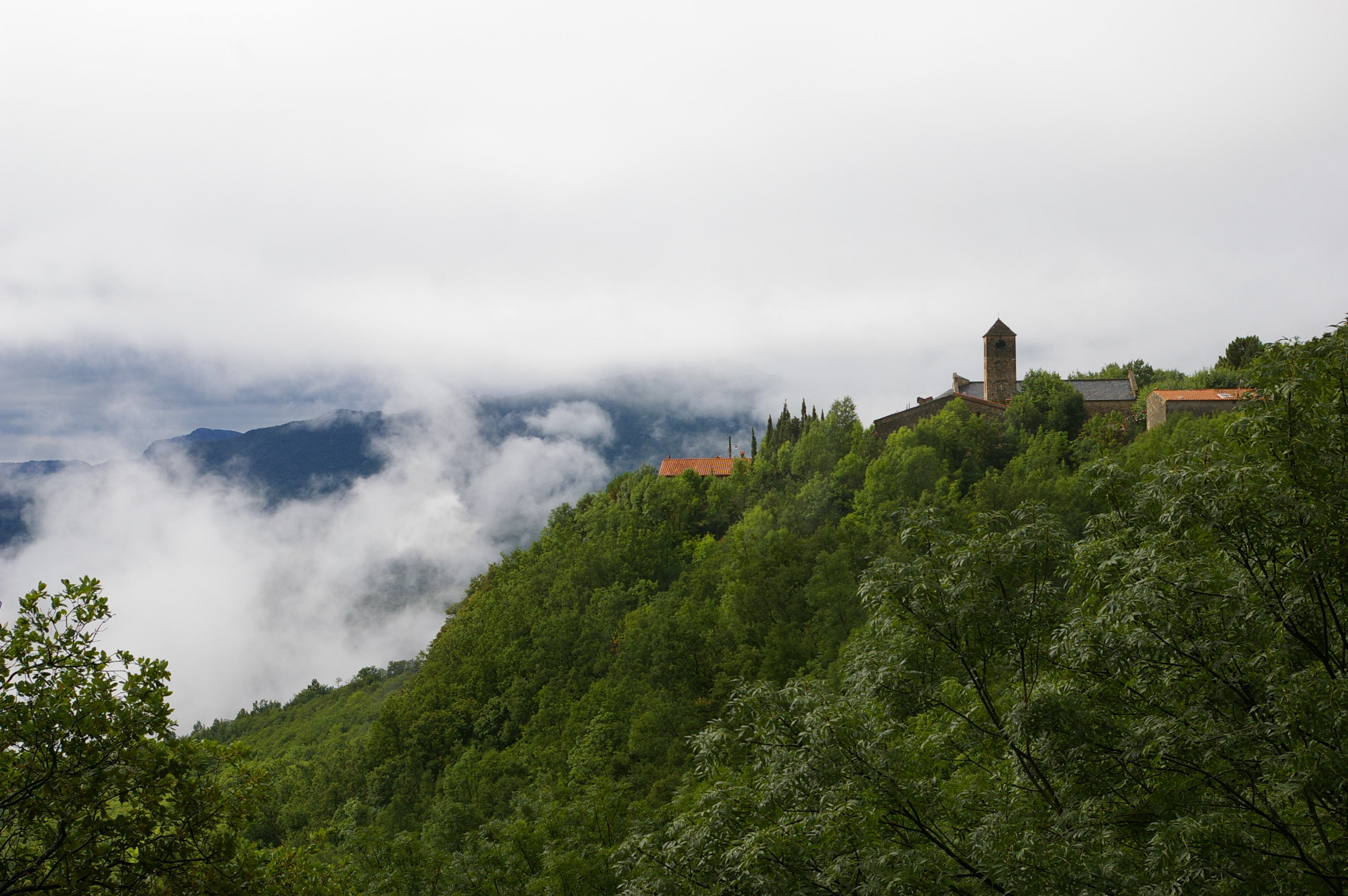
Gezicht op Montferrer vanuit het noorden